# Drugi rząd Roberta Ficy
Drugi rząd Roberta Ficy – monopartyjny gabinet rządzący Słowacją od 4 kwietnia 2012 do 23 marca 2016. Powstał w wyniku przedterminowych wyborów z 10 marca 2012, w których bezwzględną większość w Radzie Narodowej uzyskała centrolewicowa partia SMER. Zakończył urzędowanie 23 marca 2016, kiedy to po kolejnych wyborach parlamentarnych powstał nowy rząd z dotychczasowym premierem na czele.

## Skład rządu
| Ministerstwo                                                  | Minister | Partia              |
| ------------------------------------------------------------- | --- | ------------------- |
| Premier                                                       | Robert Fico (do 23 marca 2016) | SMER-SD             |
| Wicepremier ds. inwestycji                                    | Ľubomír Vážny (od 26 listopada 2012 do 23 marca 2016)                                                                                          | SMER-SD             |
| Wicepremier, minister spraw wewnętrznych                      | Robert Kaliňák (do 23 marca 2016) | SMER-SD             |
| Wicepremier, minister finansów                                | Peter Kažimír (do 23 marca 2016) | SMER-SD             |
| Wicepremier, minister spraw zagranicznych                     | Miroslav Lajčák (do 23 marca 2016) | bezp.               |
| Minister gospodarki                                           | Tomáš Malatinský (do 3 lipca 2014) Pavol Pavlis (od 3 lipca 2014 do 6 maja 2015) Vazil Hudák (od 16 czerwca 2015 do 23 marca 2016)             | bezp. SMER-SD bezp. |
| Minister transportu, robót publicznych i rozwoju regionalnego | Ján Počiatek (do 23 marca 2016) | SMER-SD             |
| Minister rolnictwa i rozwoju obszarów wiejskich               | Ľubomír Jahnátek (do 23 marca 2016) | SMER-SD             |
| Minister obrony                                               | Martin Glváč (do 22 marca 2016) | SMER-SD             |
| Minister sprawiedliwości                                      | Tomáš Borec (do 23 marca 2016) | bezp.               |
| Ministre pracy, spraw społecznych i rodziny                   | Ján Richter (do 23 marca 2016) | SMER-SD             |
| Minister edukacji, nauki, badań naukowych i sportu            | Dušan Čaplovič (do 3 lipca 2014) Peter Pellegrini (od 3 lipca 2014 do 25 listopada 2014) Juraj Draxler (od 25 listopada 2014 do 23 marca 2016) | SMER-SD bezp.       |
| Minister kultury                                              | Marek Maďarič (do 23 marca 2016) | SMER-SD             |
| Minister zdrowia                                              | Zuzana Zvolenská (do 6 listopada 2014) Viliam Čislák (od 6 listopada 2014 do 23 marca 2016)                                                    | bezp.               |
| Minister środowiska                                           | Peter Žiga (do 23 marca 2016) | SMER-SD             |